# Gigantodax misitu
Gigantodax misitu är en tvåvingeart som beskrevs av Peter Wolfgang Wygodzinsky och Coscaron 1989. Gigantodax misitu ingår i släktet Gigantodax och familjen knott.
Artens utbredningsområde är Ecuador. Inga underarter finns listade i Catalogue of Life.